# 夏仲·土登强秋曲吉尼玛
夏仲·土登强秋曲吉尼玛（？—1996年）藏族，籍贯不详，第二十二世夏仲活佛。

## 生平
早年在林周县达隆寺成为第二十二世夏仲活佛，后来到锡金。1996年，中国佛教协会西藏分会副秘书长孜珠活佛赴锡金迎请第二十二世夏仲活佛夏仲·土登强秋曲吉尼玛回中国。但第二十二世夏仲活佛因患重病，未能随孜珠活佛回国。二人分别时，夏仲活佛说，来世在拉萨重聚。孜珠活佛离开后不久，夏仲活佛圆寂。据夏仲活佛的贴身弟子土登尼玛称，在锡金火化夏仲活佛的法体时，从其眼中突然飞出一只白色雄鹰，飞向东北方向。根据这一异象，以及夏仲活佛同孜珠活佛约在拉萨重聚，佛教界人士认为，第二十二世夏仲活佛的转世灵童应在藏区东北方向寻找。
不久，以孜珠活佛为首的达隆寺喇嘛八人组成寻访团，寻访到其转世灵童。2001年11月23日，转世灵童的颁证及剃度仪式在林周县达隆寺举行，转世灵童正式成为夏仲·阿旺洛桑丹增曲吉尼玛。